# Hans Kuron
Hans Kuron (* 4. November 1904 in Breslau; † 30. Juli 1963 in Gießen) war ein deutscher Bodenkundler.

## Leben und Wirken
Kuron, Sohn eines Arztes, studierte seit 1923 Chemie an der Technischen Hochschule Breslau und promovierte dort 1930 mit einer Dissertation über die Adsorption von Dämpfen und Gasen an Böden und Tonen. Bereits seit 1928 arbeitete er als Assistent unter Paul Ehrenberg am Agrikulturchemischen und Bakteriologischen Institut der Universität Breslau. Von 1932 bis 1937 war er Assistent am Institut für Bodenkunde der Universität Berlin, wo er sich 1935 habilitierte mit einer Arbeit über die Umsetzungen des Düngerkalkes im Boden. 1937 wurde er als außerordentlicher Professor auf den Lehrstuhl für Bodenkunde der Universität Berlin berufen. In den folgenden Jahren beschäftigte er sich vor allem mit aktuellen Problemen der Bodenerosion. Wissenschaftshistorisch beachtenswert sind mehrere seiner grundlegenden Beiträge in der Zeitschrift „Der Forschungsdienst“ über Ziele und Aufgaben der Bodenerosionsforschung.
Nach 1945 war Kuron zunächst freiberuflich tätig. 1949 übernahm er die Leitung der Landwirtschaftlichen Untersuchungs- und Forschungsanstalt in Speyer. 1950 folgte er einem Ruf der Landwirtschaftlichen Fakultät der Justus-Liebig-Hochschule Gießen auf den Lehrstuhl für Bodenkunde. Das von ihm aufgebaute Institut führte seit 1956 die Bezeichnung „Institut für Bodenkunde und Bodenerhaltung“. Der Schwerpunkt seiner Forschungstätigkeit in Gießen lag eindeutig auf dem Gebiet der Bodenerosion. Als Erosionsforscher genoss Kuron im In- und Ausland hohes Ansehen. Viele Jahre lang war er Präsident internationaler Kommissionen für Erosionsforschung und von 1950 bis 1962 Vizepräsident der Deutschen Bodenkundlichen Gesellschaft. Von 1954 bis 1963 leitete er gleichzeitig die Kommission Bodenphysik dieser Fachgesellschaft.
Zu den bedeutendsten wissenschaftlichen Beiträgen Kurons gehört seine am 2. Dezember 1959 in Gießen gehaltene Rektoratsrede, die unter dem Kurztitel „Bodengeschichte“ 1960 in den „Nachrichten der Gießener Hochschulgesellschaft“ veröffentlicht wurde. Kuron stellt hier der Menschheitsgeschichte eine Geschichte des Bodens gegenüber, die von der Steinzeit bis in die Gegenwart reicht. Seine Erkenntnisse sind wegweisend für eine an den pedologischen Gegebenheiten orientierte Darstellung der Weltgeschichte.

## Schriften (Auswahl)
- Adsorption von Dämpfen und Gasen an Böden und Tonen und ihre Verwendung zur Oberflächenbestimmung dieser Stoffe. Diss. Techn. Hochsch. Breslau 1930. Zugl. in: Kolloid-Beihefte Bd. 36, 1932, S. 178–256.
- Die Umsetzungen des Düngerkalks im Erdboden. Habil. Schr. Univ. Berlin 1935. Zugl. in: Landwirtschaftliche Jahrbücher Bd. 83, 1936, S. 601–710.
- Stand und Ziele der Bodenerosionsforschung. In: Der Forschungsdienst Bd. 2, 1936, S. 542–547.
- Die Keuperböden Mitteldeutschlands und ihre land- und forstwirtschaftliche Nutzung (mit Friedrich Schucht). Reichsnährstand Verlags-Gesellschaft Berlin 1940.
- Veränderungen der Ackerböden unter dem Einfluß der Bodenerosion. In: Zeitschrift für Pflanzenernährung, Düngung, Bodenkunde Bd. 41, (86), 1948, S. 245–258.
- Messungen von oberflächlichem Abfluß und Bodenabtrag auf verschiedenen Böden Deutschlands (mit L. Jung und H. Schreiber). Verlag Wasser und Boden Hamburg 1956 = Schriftenreihe des Kuratoriums für Kulturbauwesen H. 5.
- Bodengeschichte. Antrittsrede anläßlich der Rektoratsübergabe am 2. Dezember 1959. In: Nachrichten der Gießener Hochschulgesellschaft Bd. 29, 1960, S. 40–55.